# Shane Stefanutto
Shane Peter Stefanutto (Cairns, 12 gennaio 1980) è un ex calciatore australiano, di ruolo difensore.

## Biografia
Stefanutto è in possesso del passaporto comunitario per le sue origini italiane: infatti, la sua famiglia proviene dal paese di Latisana, vicino a Udine, in Friuli-Venezia Giulia.

## Carriera

### Club
Stefanutto ha giocato nella Queensland Academy of Sport, prima di firmare per i Brisbane Strikers, militanti nell'ormai defunta National Soccer League, dal 1998 al 2004, prima di trasferirsi ai norvegesi del Lillestrøm.
Il 26 agosto 2007, Stefanutto ha segnato la sua prima rete per il Lillestrøm, nel centododicesimo incontro, ai danni dell'Aalesunds, con un calcio di punizione dalla lunga distanza.
Alla fine del campionato 2007, il suo contratto è scaduto ed è passato al Lyn Oslo. Successivamente, si è parlato di un possibile ritorno in Australia, nelle file del N. Queensland Fury. Il trasferimento è diventato realtà il 5 agosto 2009. Nella fase pre-stagionale, ha subito un infortunio piuttosto grave che potrebbe di fargli saltare l'intero campionato, per un innocuo contatto con Adriano Pellegrino nell'amichevole contro il Perth Glory, che ha interessato il legamento crociato anteriore.

### Nazionale
Il 2 novembre 2006 Stefanutto ha ricevuto la prima chiamata in Nazionale per un'amichevole contro il Ghana, a Londra, ma non è stato impiegato.
Ha rimandato così la sua prima presenza per l'Australia al 24 marzo 2007, quando è stato schierato in un'amichevole contro la Cina.

## Palmarès

### Club

#### Competizioni nazionali
- Campionato australiano: 3

Brisbane roar: 2010-2011, 2011-2012, 2013-2014
- Coppa di Norvegia: 1

Lillestrøm: 2007